# Амфинома
Амфинома је у грчкој митологији било име више личности.

## Етимологија
Према тумачењу Роберта Гревса, ово име значи „она која је на сваком јаслу“, али други извори наводе да ово име има буквално значење „она од околних пашњака“.

## Митологија
1. Према Диодору била је Есонова супруга и мајка Јасона и Промаха. Краљ Пелија ју је приморао да изврши самоубиство и она је то учинила, пробовши се ножем, али је пре тога проклела краља.[3]
2. Роберт Гревс је навео њено име међу Пелијадама. Као и њене сестре, учествовала је у убиству свог оца, Пелије и зато ју је Акаст протерао у Аркадију у Мантину, али су је тамо очистили од греха и достојно се удала.[1]
3. Према Квинту Смирњанину, била је Аризелова супруга и Харпалионова мајка.[3]
4. Хомер у „Илијади“ и Хигин су је сврставали у Нереиде.[4] Била је божанство вртложних струја у мору.[2]

## Биологија
Латинско име ових личности (Amphinome) је синоним назива рода Eurythoe у оквиру групе чланковитих црва.